# Momkov Prochod
Momkov Prochod (bulgariska: Момков Проход) är ett bergspass i Bulgarien, på gränsen till Grekland.   Det ligger i regionen Smoljan, i den södra delen av landet, 210 km sydost om huvudstaden Sofia. Momkov Prochod ligger 599 meter över havet.
Terrängen runt Momkov Prochod är kuperad. Närmaste större samhälle är Zlatograd, 3,3 km nordost om Momkov Prochod. 
I omgivningarna runt Momkov Prochod växer i huvudsak blandskog. Runt Momkov Prochod är det ganska tätbefolkat, med 70 invånare per kvadratkilometer.